# Tahuantinsuyo Camachic
El Tahuantinsuyo Camachic o Rikch'aq Kamachic (en quechua: Tawantin suyu Kamachiq, ‘Consejo Imperial’), era el máximo organismo político del Imperio incaico, cuya función era asesorar al Inca o soberano. Estaba integrado por los cuatro suyuyuc apus o apokunas (que eran los gobernadores de las cuatro provincias o suyos), así como por otros funcionarios de alto rango. Algunos autores lo denominan el Consejo de los Apokuna o Consejo de los Suyuyuc Apu. Su sede era el Cuzco, la capital del imperio.
Modernos historiadores consideran que la idea de un “consejo imperial” incaico fue esbozada por los cronistas coloniales, basándose en los esquemas políticos de las monarquías europeas.

## Miembros
- Los cuatro gobernadores incaicos de las provincias del imperio o suyos (Suyuyuc, Suyuyuc Apu o Apokuna). Estos solían ser dos nobles de los Hanan Cuzco y dos de los Hurín Cuzco.[1] Si bien eran siempre parientes cercanos del Inca, se los seleccionaba de entre los más capacitados para ejercer tal alta función y los más leales al soberano. No era un cargo hereditario.[2][3]
- Doce consejeros, más directamente vinculados a los suyos del Imperio. Esta cifra se repartía de acuerdo a la importancia de cada uno de los suyos. Así, el Chinchaysuyo y el Collasuyo, por ser las más extensos, tenían cada uno cuatro representantes; y el resto de los suyos, el Contisuyo y el Antisuyo, por ser menores, solo dos cada uno.[1]
- Algunos autores mencionan también como miembros del Consejo al Huíllac Umu o sumo sacerdote y al Apukispay o general del ejército imperial.

## Funciones
- Asesoraba al Inca en los asuntos importantes.[1]
- Contribuía poderosamente en la concepción de las leyes y en la formulación del plan de gobierno.[1][4]

Muchas de las acertadas disposiciones de los incas Pachacútec, Túpac Yupanqui y Huayna Cápac fue debido al influjo de sus consejeros o suyuyuc apus. Se ha conservado el nombre de los cuatro consejeros de Huayna Cápac: Apo Ancha, Apo Chularico, Apo Cuyuchi y Apu Huallpaya, aunque también se menciona a Huamán Achachi.